# ماینلیر کلاس ناتیلوس
ماینلیر کلاس ناتیلوس (به انگلیسی: Nautilus-class minelayer) یک کلاس از کشتی است که طول آن ۳۱۵ فوت ۷ اینچ (۹۶٫۱۹ متر) می‌باشد.